# Kritische theorie
De kritische theorie is een door Hegel, Marx, Nietzsche, Weber en Freud geïnspireerde sociologisch-filosofische analyse van de burgerlijk-kapitalistische samenleving, die onder andere door vertegenwoordigers van de Frankfurter Schule werd gebezigd. De theorie legt de nadruk op de culturele factoren in de ideologie van het kapitalisme. Doelstelling van deze theorie is niet alleen het geven van een verklaring voor de werkelijkheid, maar ook het veranderen van de werkelijkheid.
De term kritische theorie verwijst naar de titel van het programmatische opstel Traditionelle und kritische Theorie (Traditionele en kritische theorie) van Max Horkheimer uit 1937.

## Maatschappijanalyse
- De kritische theorie gaat ervan uit dat cultuur een belangrijke rol speelt in de maatschappij. Binnen de cultuur zou het geloof in Verlichting, rede en vooruitgang dominant zijn, gekoppeld aan de verwachting dat de menselijke vrijheid hierdoor toe zal nemen.
- Deze cultuur wordt echter ook gekenmerkt door een instrumentele rede, die zich niet richt op waarheid, noch op de uiteindelijk te bereiken maatschappelijke doelen (waarden), maar die zich alleen richt op middelen en praktische doelen.
- Ook mensen en de natuur verworden in dit denken tot middel of instrument om andere doelen te bereiken.
- Een van de overgewaardeerde middelen is economische efficiëntie. Deze efficiëntie wordt erg belangrijk geacht, en is motivatie voor vrijwel alle veranderingen. Menselijke belangen raken aldus ondergeschikt aan economische overwegingen.
- De consumptiemaatschappij sust de mensen in slaap en weet hun onechte behoeften aan te praten.
- De populaire cultuur en de massamedia produceren uit economische overwegingen vooral oppervlakkig entertainment zonder kritische ondertoon. Dit draagt bij aan een onkritische massa.
- Waar er toch nog kritische stromingen zijn, worden zij door middel van repressieve tolerantie vleugellam gemaakt.
- Al met al leidt de Verlichting volgens de kritische theorie niet tot vrijheid, maar tot nieuwe vormen van overheersing, en een samenleving gebaseerd op dwang en bedrog.